# Tête de la Cicle
La tête de la Cicle est une montagne de France située dans le massif du Beaufortain, entre la Savoie et la Haute-Savoie.

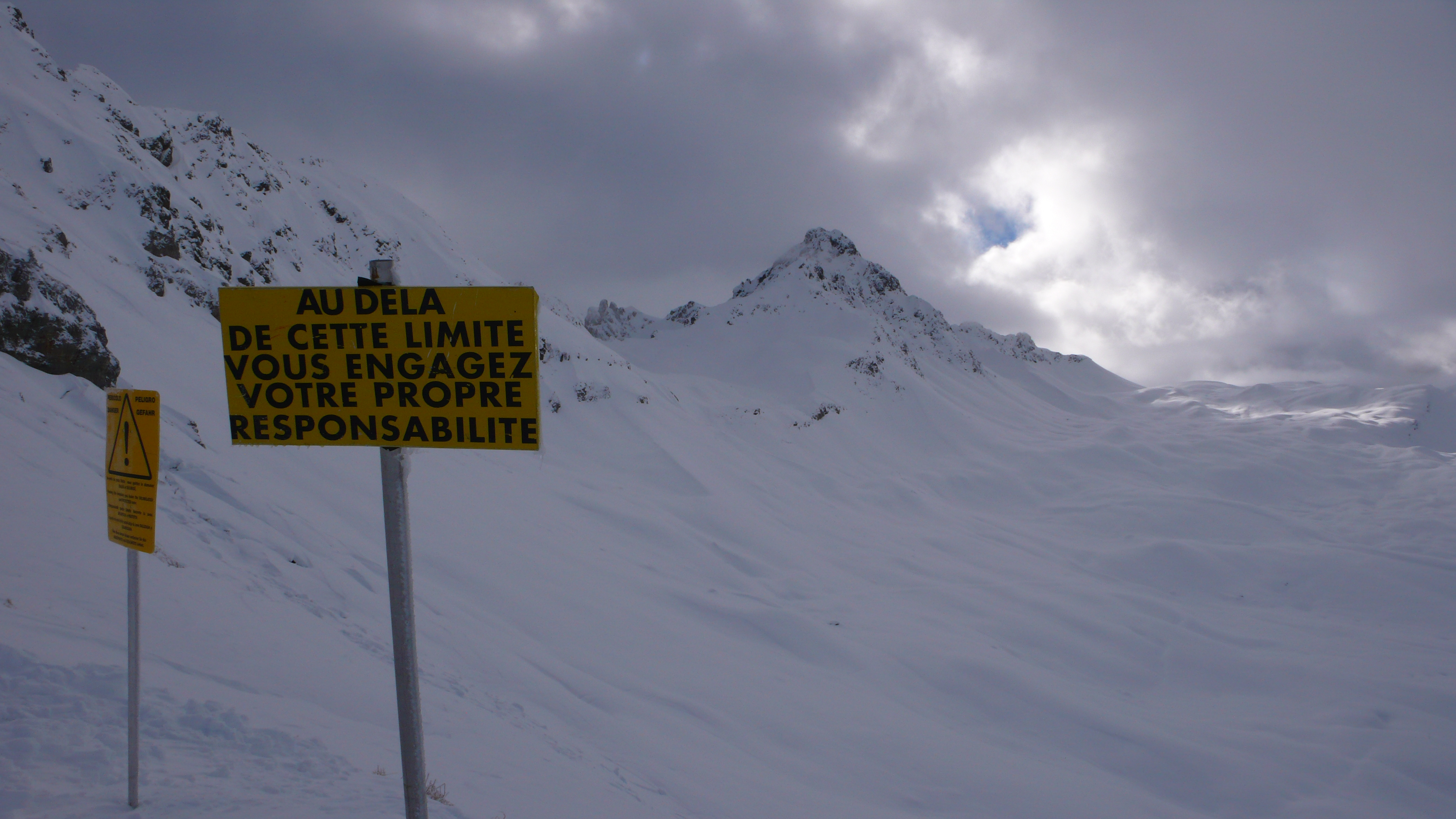
La tête de la Cicle.
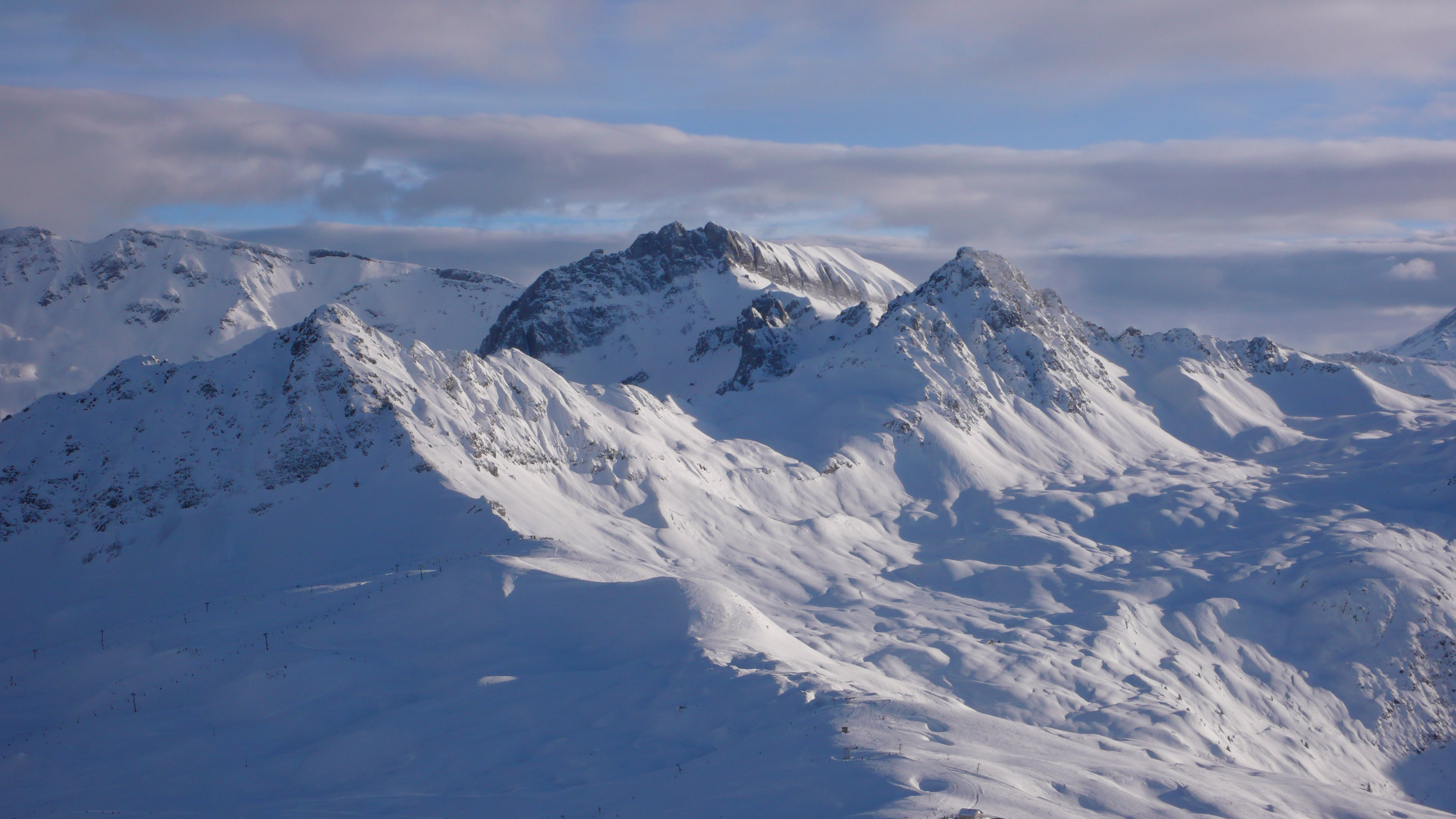
De gauche à droite, l'aiguille de Roselette, les aiguilles de la Pennaz et la tête de la Cicle depuis l'aiguille Croche au nord-ouest.
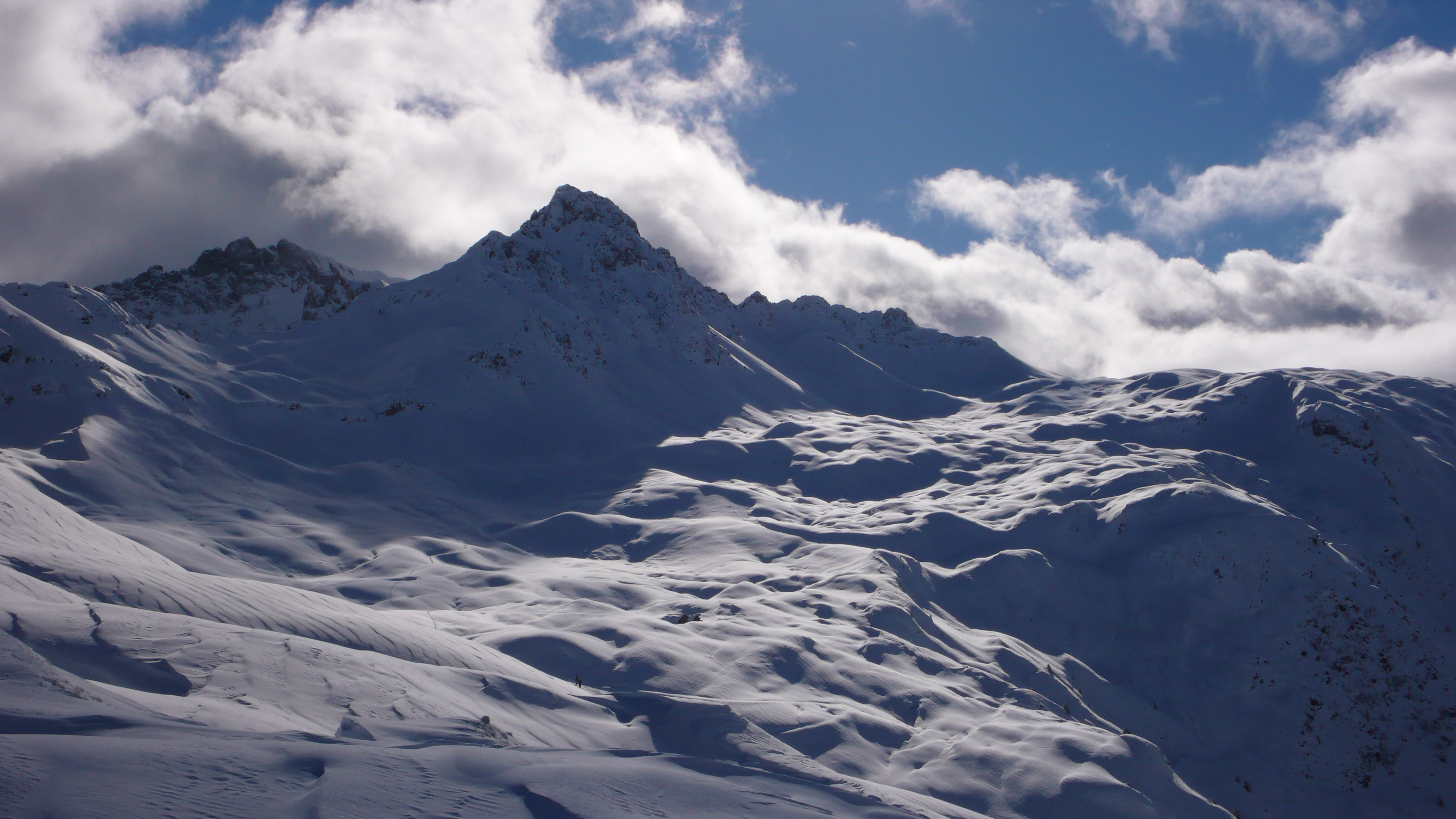
La tête de la Cicle, depuis le col du Joly.